# Sonia Sotomayor
Pour les articles homonymes, voir Sotomayor.
Sonia Sotomayor, née le 25 juin 1954 dans le Bronx (New York), est une juriste et magistrate américaine.
Nommée par le président Barack Obama à la Cour suprême des États-Unis en remplacement de David Souter, elle prête serment le 6 août 2009. Elle est la 111e juge à siéger à la Cour suprême, ainsi que la première personnalité d'origine hispanique et la troisième femme à accéder à la fonction. Selon son score Martin-Quinn basé sur ses tendances idéologiques, elle est, en 2023, la juge la plus libérale de la Cour suprême.
Sonia Sotomayor est auparavant juge fédérale à la cour de district pour le sud de l'État de New York, sise à Manhattan, du 12 août 1992 au 7 octobre 1998, suivant sa nomination par le président George H. W. Bush, puis à la cour d'appel des États-Unis pour le deuxième circuit, également sise à Manhattan, jusqu'au 6 août 2009, deux jours avant sa prise de fonction à la Cour suprême, suivant sa nomination par le président Bill Clinton.

## Biographie

### Jeunesse et études de droit
Sotomayor, née en juin 1954 dans le Bronx à New York, est d'origine portoricaine par ses parents. Son père meurt alors qu'elle n'est âgée que de 9 ans et elle est élevée par sa mère. Sotomayor est diplômée d'un Baccalauréat en arts avec summa cum laude de l'université de Princeton en 1976 et obtint son Juris Doctor de l'école de droit de l'université Yale en 1979, où elle était la rédactrice du Yale Law Journal. Elle est de confession catholique.

### Du public au privé
Elle travaille comme assistante du district attorney (procureur de district) à New York pendant cinq ans avant d'entrer dans le privé en 1984. Elle joue un rôle actif au conseil d'administration du Fonds pour l'éducation et la défense juridique des Porto-Ricains, à l'Agence des hypothèques de New York et au Bureau des finances de campagne de la ville de New York.

### Juge fédérale de district
Sotomayor est nommée à la cour fédérale de district pour le district Sud de New York par le président George H. W. Bush en 1991, nomination confirmée en 1992. Parmi les décisions judiciaires prises par la juge Sotomayor se trouvent son injonction préliminaire en 1995 contre la Ligue majeure de baseball qui met fin à la grève de 1994 et son autorisation accordée au Wall Street Journal de publier la dernière note de Vince Foster (un conseiller de la Maison-Blanche qui s'est suicidé).

### Juge fédérale d'appel
En 1997, elle est nommée par le président Bill Clinton à la cour d'appel des États-Unis pour le deuxième circuit. Sa nomination est ralentie par la majorité républicaine du Sénat, mais elle est néanmoins confirmée par ce dernier en 1998. Au second circuit, Sotomayor entend en appel plus de 3 000 cas et écrit plus de 380 opinions. Sotomayor enseigne aussi à l'école de droit de l'université de New York et à l'école de droit de l'université Columbia.
En février 2008, un arrêt d’appel rendu par Sonia Sotomayor dans l’affaire Ricci v. DeStefano admet que l’organisateur d’un concours de recrutement de fonctionnaires dont aucun des candidats noirs n’est admis puisse procéder à son annulation.

### Juge de la Cour suprême

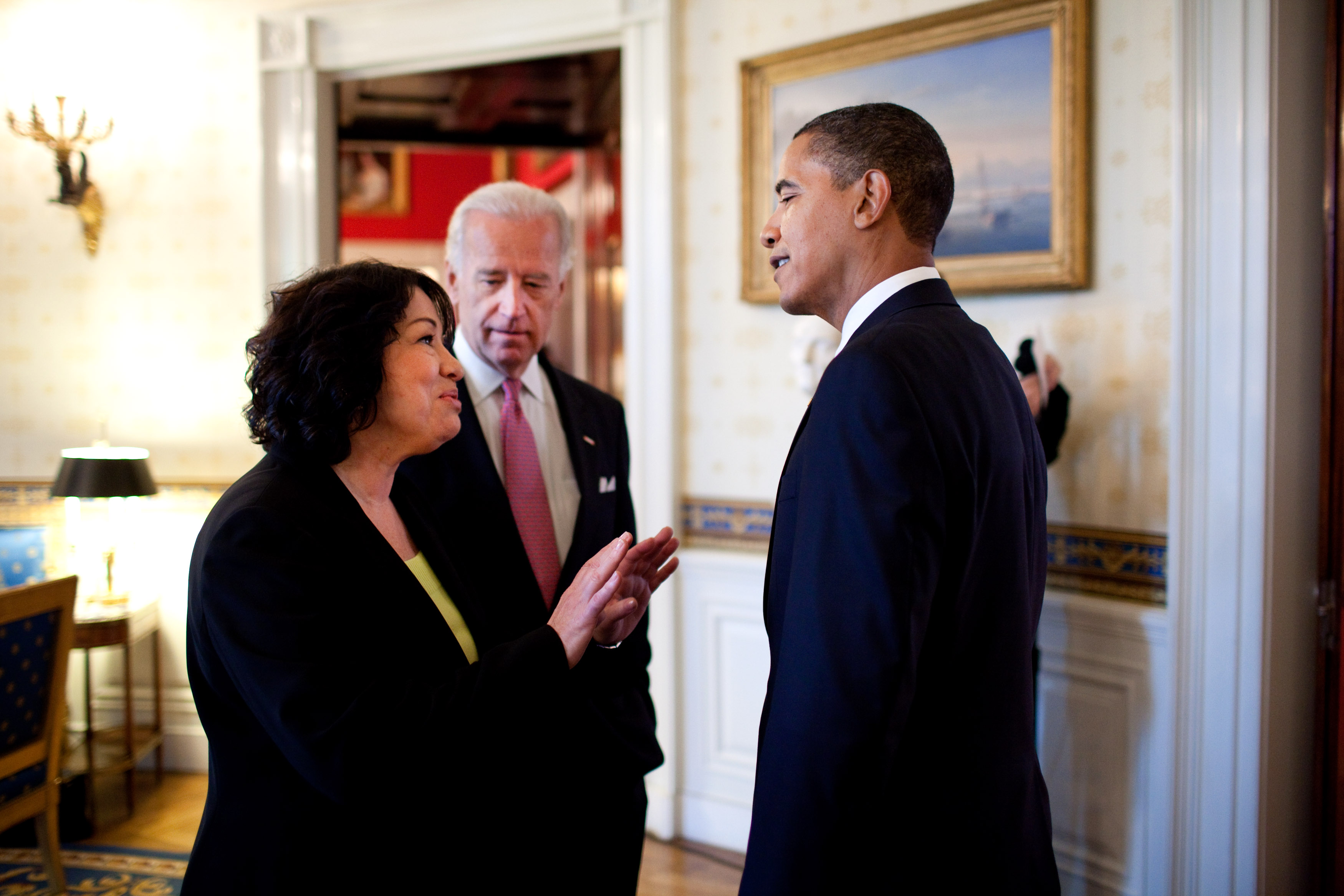
Rencontre entre Sonia Sotomayor, le président Barack Obama et le vice-président Joe Biden le 26 mai 2009.

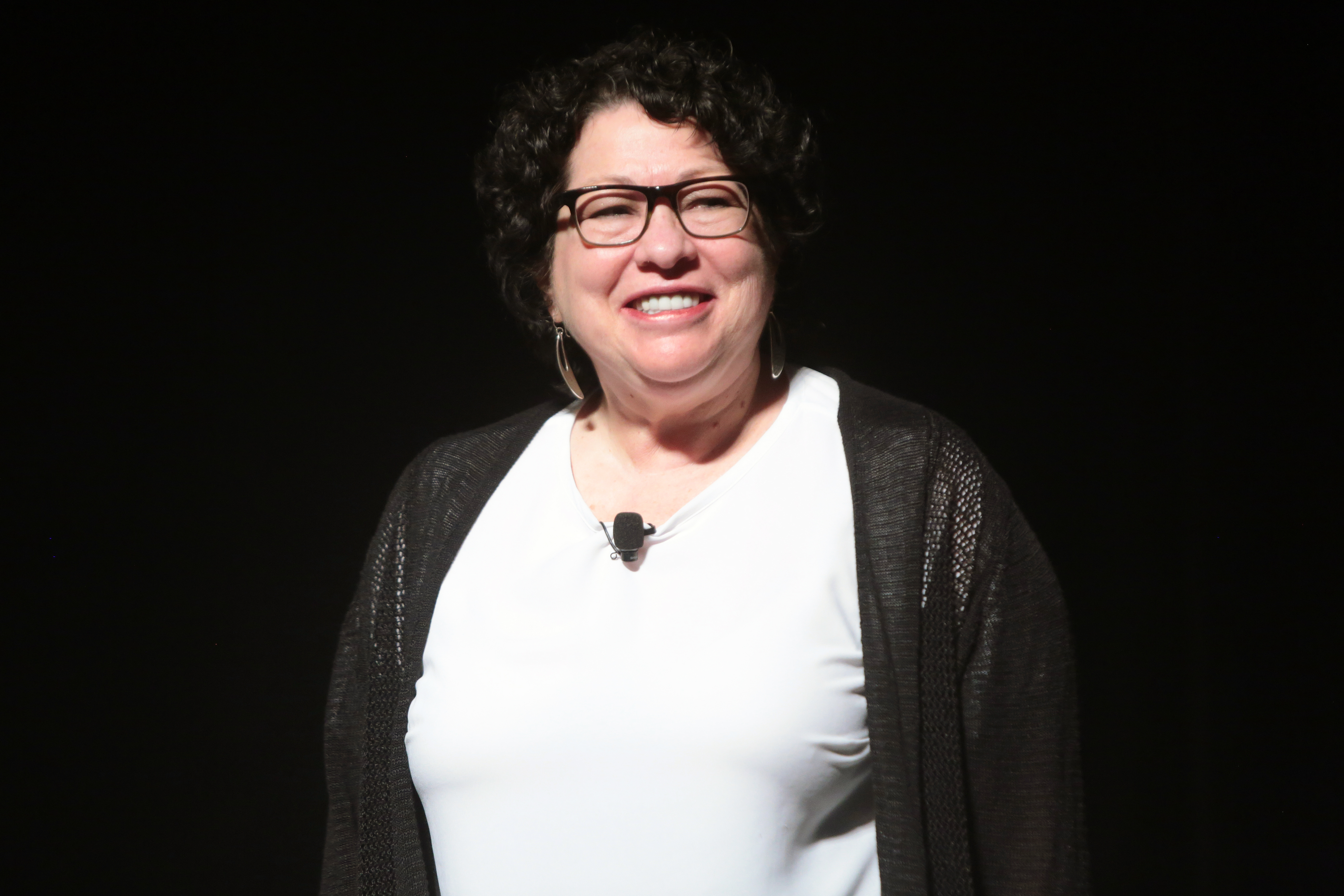
Visite de Sonia Sotomayor à l'université d'État de l'Arizona en 2017.

Le 26 mai 2009, Barack Obama propose Sonia Sotomayor au Sénat des États-Unis pour remplacer à la Cour suprême le juge David Souter, qui annonce son départ à la retraite. Elle est alors la première personne d'origine hispanique proposée pour un tel poste.
Le processus de sa nomination est cependant ponctué de polémiques liées à ses prises de position favorables à la discrimination positive. Ainsi, le 29 juin 2009, avant sa confirmation par le Sénat, la décision qu'elle avait rendue dans l'affaire Ricci v. DeStefano est cassée par la Cour suprême, son refus d'annuler une politique de discrimination positive étant jugé non-conforme au Civil Rights Act de 1964. En outre, des propos qu'elle avait tenus en 2001 à l'université de Californie à Berkeley dans lesquelles elle suggère que les femmes hispaniques auraient davantage de qualités pour être juges que les hommes blancs sont relayés : par la suite, elle est l'objet d’accusations de racisme antiblanc (reverted racism), notamment par l'opposition républicaine.
Sa nomination est finalement validée par le Sénat le 6 août 2009 par 68 voix contre 31. Elle prête serment le 8 août devant le président de la Cour suprême, John Roberts, devenant ainsi la 111e juge de la Cour suprême des États-Unis.
Début 2024, des appels venant du camp démocrate, voulant éviter le cas de figure de la mort de Ruth Bader Ginsburg fin 2020, l'appellent à démissionner pour donner l'opportunité au président Joe Biden de désigner un candidat ou une candidate plus jeune à la Cour suprême des États-Unis avant l'élection présidentielle prévue en novembre 2024.

## Distinctions

### Prix et récompenses
- 2013 : Woodrow Wilson Award, remis par l'université de Princeton
- 2015 : Médaille Katharine Hepburn du collège Bryn Mawr[9]

### Honneurs
En 2019, elle est inscrite au National Women's Hall of Fame.
Sonia Sotomayor obtient plusieurs doctorats honoris causa :
- Lehman College (en) ( États-Unis, 1999)[11]
- Université de Princeton ( États-Unis, 2001)[11]
- Brooklyn Law School ( États-Unis, 2001)[11]
- Pace University School of Law (en) ( États-Unis, mai 2003)[12]
- Université Hofstra ( États-Unis, 2006)
- Northeastern University School of Law (en) ( États-Unis, 2007)
- Université Howard ( États-Unis, 2010)
- Université de St. Lawrence ( États-Unis, 2010)
- Université Paris X ( France, 2010)[13]
- Université de New York ( États-Unis, 2012)
- Université Yale ( États-Unis, 2013)
- University of Puerto Rico, Río Piedras Campus (en) ( Porto Rico, 2014)

## Sources
- (en) Cet article est partiellement ou en totalité issu de l’article de Wikipédia en anglais intitulé « Sonia Sotomayor » (voir la liste des auteurs).